# Agostino Nifo

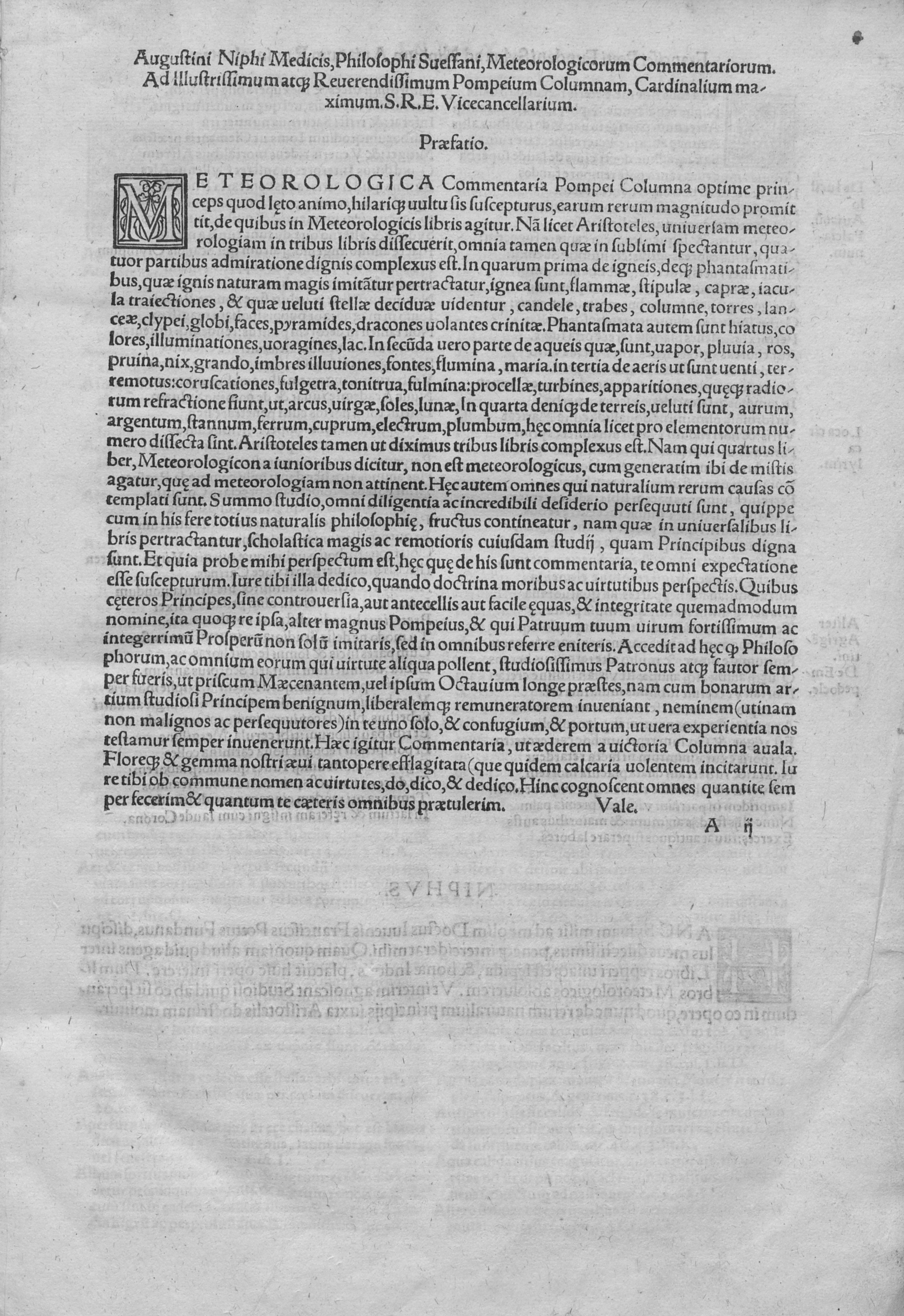
En libris Aristotelis meteorologicis commentaria, 1547

Agostino Nifo (Latinizado como Augustinus Niphus; c. 1473
1538 o 1545) fue un filósofo y comentarista italiano.

## Vida
Nació en Sessa Aurunca, cerca de Nápoles. Se dirigió a Padua, donde estudió filosofía. Dio conferencias en Padua, Nápoles, Roma y Pisa, y ganó una reputación tan alta que León X lo encargó de defender la doctrina católica de la inmortalidad contra el ataque de Pomponazzi y los alejandrinos. A cambio de esto, fue nombrado conde palatino, con derecho a llamarse a sí mismo por el nombre de Medici.

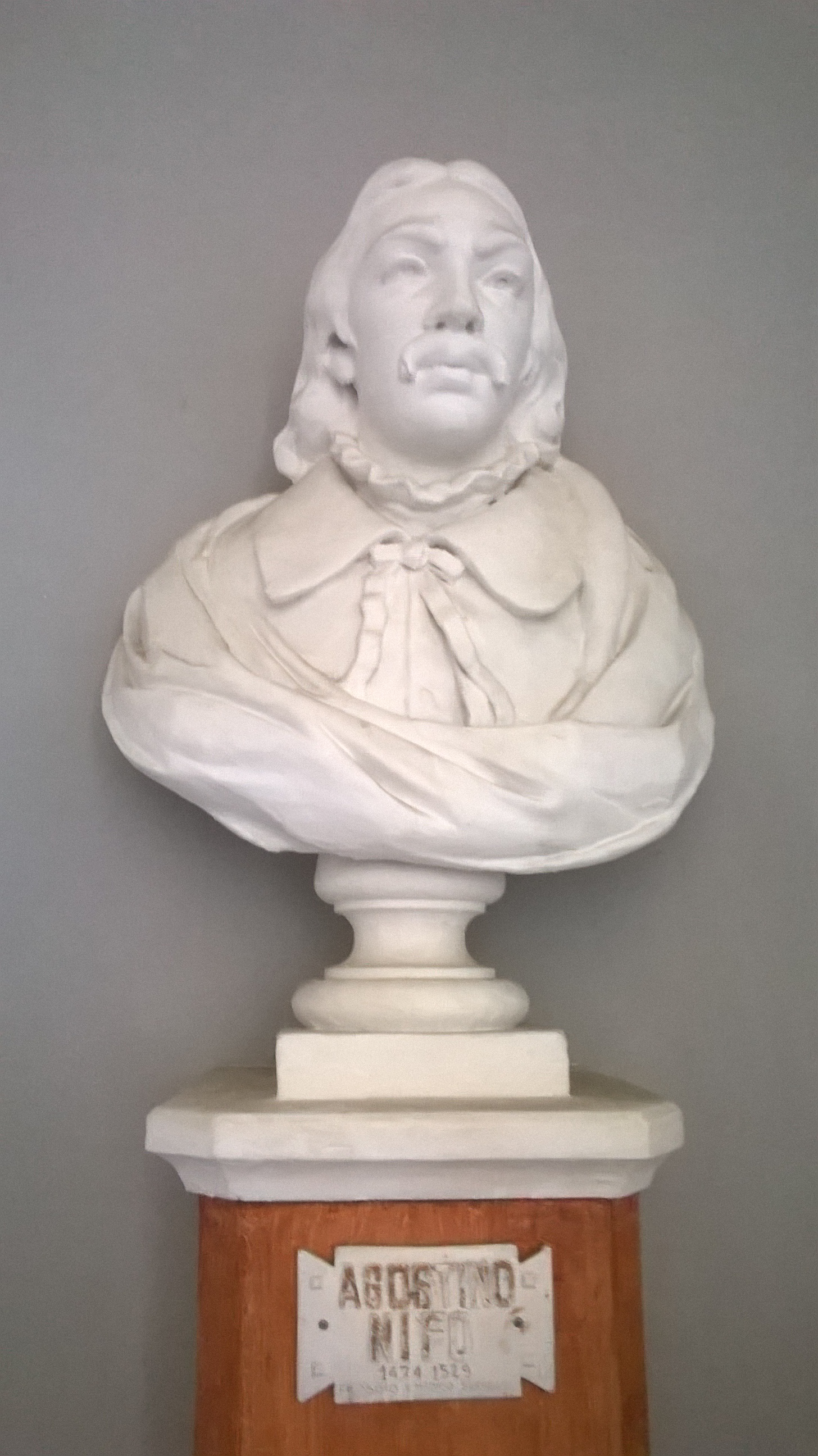
Busto de Agostino Nifo (Liceo classico "Agostino Nifo", Sessa Aurunca)

## Trabajo
En su pensamiento inicial siguió a Averroes, pero luego modificó sus puntos de vista hasta el punto de hacerse aceptable para los católicos ortodoxos. En 1495 realizó una edición de las obras de Averroes; con un comentario compatible con su ortodoxia adquirida.
En la gran controversia con los alejandrinos se opuso a la teoría de Pietro Pomponazzi de que el alma racional está inseparablemente ligada a la parte material del individuo, y por tanto la muerte del cuerpo lleva consigo la muerte del alma. Insistía en que el alma individual, como parte del intelecto absoluto, es indestructible, y al morir el cuerpo se fusiona en la unidad eterna.

## Escritos

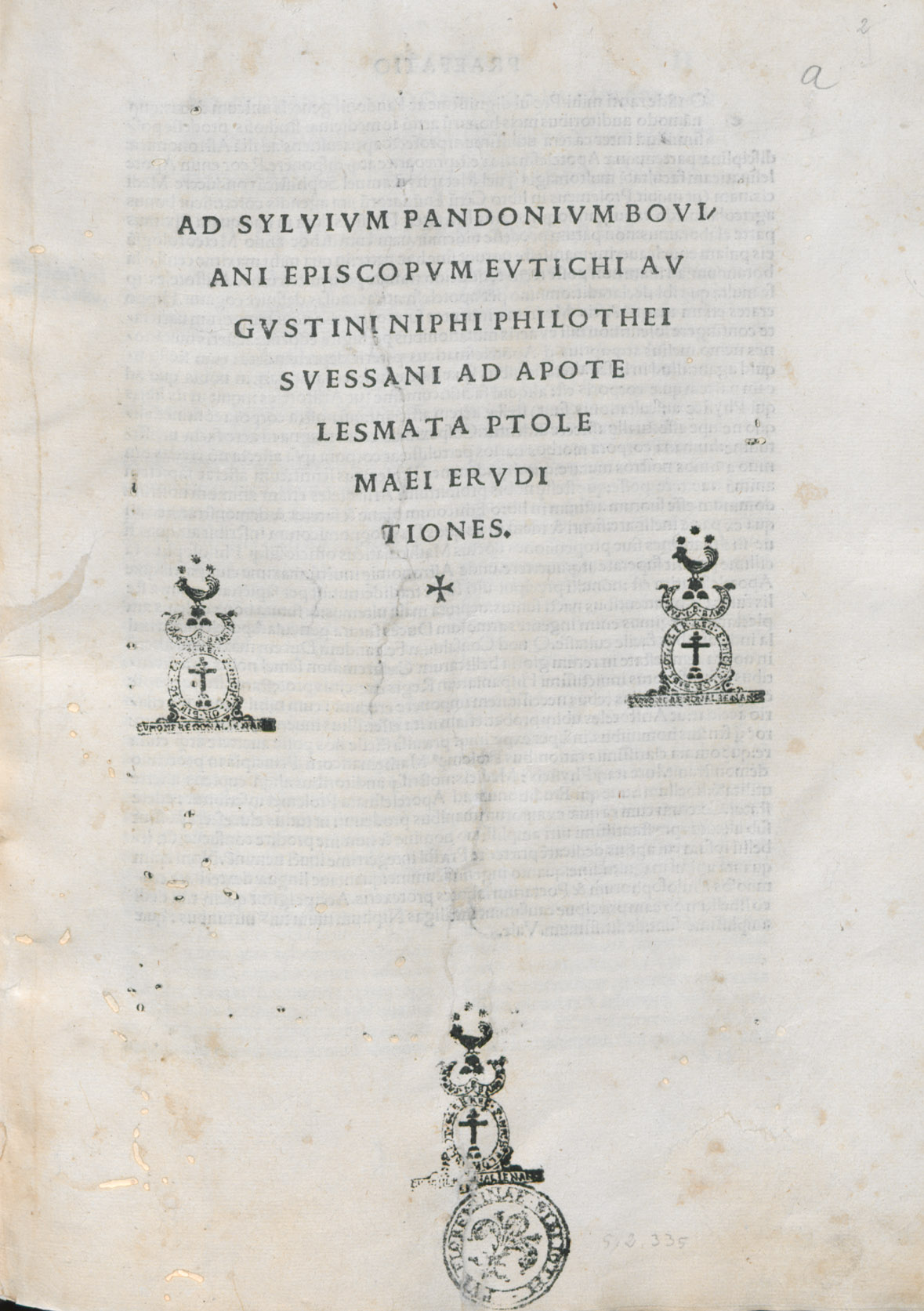
Ad Apotelesmata Ptolemaei eruditiones, 1513

Sus principales obras filosóficas son:
- Liber de intellectu (1503).
- De immortalitate animae libellus (1518).
- Dialectica ludicra (1521).
- De regnandi peritia (1523).
- Quaestio de infinitate primi motoris (1526, escrito en 1504).
- Prima pars opusculorum (1535) reimpreso por Gabriel Naudè con el título Opuscula moralia et politica (1645).[1]

Sus numerosos comentarios sobre Aristóteles fueron ampliamente leídos y reimpresos con frecuencia, siendo la edición más conocida una impresa en París en 1645 en catorce volúmenes (incluido Opuscula).
- In libris Aristotelis meteorologicis commentaria (en latín). Venezia: Ottaviano Scoto (2.). 1547.

Otras obras fueron De Auguriis (Bolonia, 1531), De Pulchro Liber Primus, De Amore Liber Secundus (Lyon, 1549), y un comentario sobre Ptolomeo.[cita requerida]

### Traducciones al inglés
- Leen Spruit (ed.), Agostino Nifo: De intellectu, Leiden: Brill, 2011 (Brill's Studies in Intellectual History).

## Otras lecturas
- EJ Ashworth, "Agostino Nifo's Reinterpretation of Medieval Logic", Rivista critica di storia della filosofia, 31, 1976, pp. 354–374.
- Lisa Jardine, "Dialéctica o retórica dialéctica. La crítica de Agostino Nifo a Lorenzo Valla", Rivista critica di storia della filosofia, 36, 1981, pp. 253–270.
- EP Mahoney, Dos aristotélicos del Renacimiento italiano. Nicoletto Vernia y Agostino Nifo, Aldershot: Ashgate 2000.